# (6727) 1991 TF4
(6727) 1991 TF4 là một tiểu hành tinh vành đai chính. Nó được phát hiện bởi Kenneth J. Lawrence ở Đài thiên văn Palomar ở Quận San Diego, California, ngày 10 tháng 10 năm 1991.